# Toukounous
Toukounous (auch: Tougounous, Toukounouss, Toukounouss Station, Toukounous Station) ist ein Dorf in der Stadtgemeinde Filingué in Niger.

## Geographie
Das von einem traditionellen Ortsvorsteher (chef traditionnel) geleitete Dorf befindet sich am Rand des Trockentals Dallol Bosso. Es liegt rund 15 Kilometer nördlich des Stadtzentrums von Filingué, der Hauptstadt des gleichnamigen Departements Filingué, das zur Region Tillabéri gehört. Zu den Siedlungen in der näheren Umgebung von Toukounous zählen Tidiba im Norden, Talcho im Nordosten, Kahougué und Tidani im Osten, Fakaye im Südosten sowie Banguir im Süden.
Es herrscht das Klima der Sahelzone vor, mit einer durchschnittlichen jährlichen Niederschlagsmenge zwischen 300 und 400 mm. Die kurze Regenzeit dauert von Juli bis September. Die Böden um Toukounous bestehen zu vier Fünfteln aus einer leicht welligen Sandschicht. Dazwischen gibt es lehmige Vertiefungen, in denen sich bei Regen Wasser sammelt. Die Pflanzenwelt besteht überwiegend aus Gräsern wie Schoenefeldia gracilis, Aristida mutabilis, Dactyloctenium aegyptiacum und Tribulus terrestris. Dazwischen wachsen holzige Pflanzen wie Maerua crassifolia, die Wüstendattel (Balanites aegyptiaca), der Gummiarabikumbaum (Acacia senegal), Acacia tortilis, der Zahnbürstenbaum (Salvadora persica) und Commiphora africana.

## Geschichte
Das Dorf Toukounous wurde 1947 gegründet. Im Jahr 1954 wurde die Viehzuchtstation Station Sahélienne Expérimental, die 1931 im Hauptort Filingué gegründet worden war, nach Toukounous verlegt. Die Station wurde ab November 1967 vom deutschen Tierarzt Manfred Lindau geleitet. Der staatliche Stromversorger NIGELEC elektrifizierte das Dorf im Jahr 2013.

## Bevölkerung
Bei der Volkszählung 2012 hatte Toukounous 1430 Einwohner, die in 220 Haushalten lebten. Bei der Volkszählung 2001 betrug die Einwohnerzahl 1370 in 182 Haushalten und bei der Volkszählung 1988 belief sich die Einwohnerzahl auf 2255 in 301 Haushalten.

## Wirtschaft und Infrastruktur
Die Viehzuchtstation Station Sahélienne Expérimentale de Toukounous erstreckt sich über eine Gesamtfläche von 4474 Hektar und setzt sich aus fünf großen Einzelflächen zusammen, die in einzelne Parzellen untergliedert sind. Es handelt sich um ein Nebenzentrum des Centre de Multiplication du Bétail (CMB), einer dem Landwirtschaftsministerium unterstehenden Einrichtung für die Vermehrung des Viehbestands in Niger. Weitere CMB-Stationen befinden sich in Batté Centre, Daréki, Facoranch, Ibécétane, Maradi und Sayam. Die Station in Toukounous ist auf die Zucht der Zebu-Rasse Azawak spezialisiert. Die Tiere werden an Viehzüchter in den nigrischen Departements Filingué, Abalak, Tchintabaraden und Dakoro, aber auch nach Burkina Faso, Mali, die Elfenbeinküste und Nigeria weitergegeben.
Mit einem Centre de Santé Intégré (CSI) ist ein Gesundheitszentrum im Dorf vorhanden. Der CEG Toukounous ist eine allgemein bildende Schule der Sekundarstufe des Typs Collège d’Enseignement Général (CEG). Die klimatologische Messstation in Toukounous liegt auf 290 m Höhe und wurde 1956 in Betrieb genommen.
Das Dorf ist mittels der 5,59 Kilometer langen Route 634, einer einfachen Erdstraße, mit der zwischen den Großstädten Agadez und Niamey verlaufenden Nationalstraße 25 verbunden.

## Persönlichkeiten
- Aboubakari Kio Koudizé (* 1959), Journalist und Autor
- Abdourahamane Tiani (* 1964), General, Staatschef Nigers